# Anton van Oostenrijk

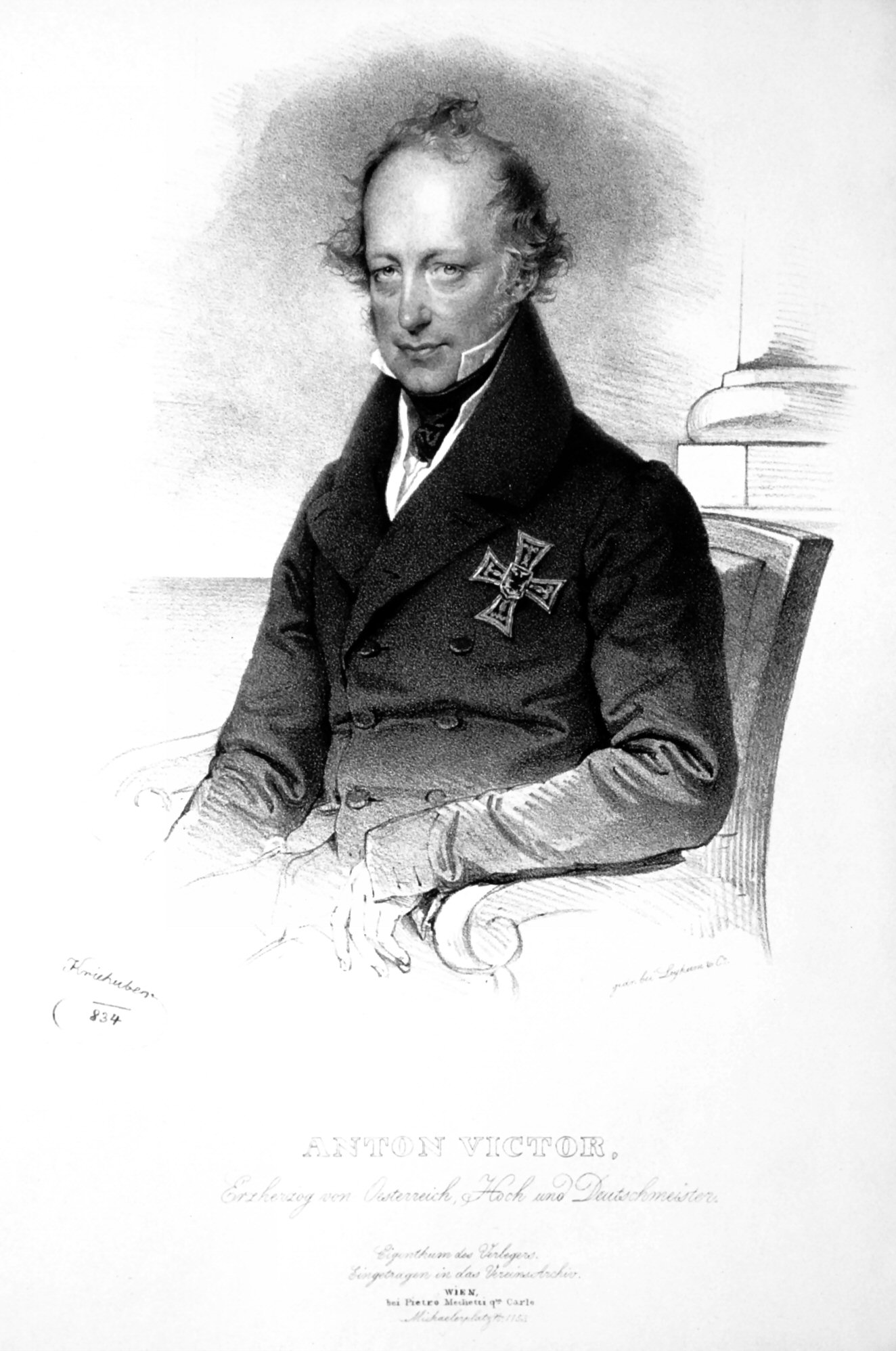
Lithografie van aartshertog Anton van Oostenrijk, 1835.

Anton Victor Jozef Johan Raymond van Oostenrijk (Florence, 31 augustus 1779 - Wenen, 2 april 1835) was aartshertog van Oostenrijk, van 1801 tot 1803 de laatste keurvorst-aartsbisschop van Keulen en prins-bisschop van Münster en van 1804 tot aan zijn dood grootmeester van de Duitse Orde. Hij behoorde tot het huis Habsburg-Lotharingen.

## Levensloop
Anton was de achtste zoon van keizer Leopold II van het Heilige Roomse Rijk uit diens huwelijk met Marie Louise, dochter van koning Karel III van Spanje. Nadat zijn vader in 1790 tot keizer was verkozen, werd hij verder opgeleid aan het keizerlijk hof in Wenen.
Na de dood van zijn oom Maximiliaan Frans van Oostenrijk werd hij op 9 september 1801 in de kerk van Stift Wedinghausen verkozen tot keurvorst-aartsbisschop van Keulen en prins-bisschop van Münster. Hij kon beide functies echter niet uitoefenen wegens politieke omstandigheden; het deel van het keurvorstendom Keulen ter linkerzijde van Rijn werd namelijk bezet door Franse troepen en de rest van zijn gebieden maakte deel uit van het hertogdom Westfalen. Wegens de ondertekening van de Vrede van Lunéville tussen Oostenrijk en Frankrijk, waarbij de secularisatie van de geestelijke stand in vooruitzicht werd gesteld, was het voortbestaan van zijn gebieden ook niet langer verzekerd. Bovendien marcheerden de Pruisen in augustus 1802 Münster binnen en annexeerde hertog Lodewijk X van Hessen-Darmstadt in september dat jaar het hertogdom Westfalen, het laatst overgebleven deel van het keurvorstendom Keulen. Als gevolg van de Reichsdeputationshauptschluss werden zowel het keurvorstendom Keulen als het prinsbisdom Münster opgeheven.
In 1804 volgde hij zijn oudere broer Karel Lodewijk van Oostenrijk-Teschen op als grootmeester van de Duitse Orde, wat hij bleef tot aan zijn dood. In 1805 probeerde hij op verzoek van zijn broer, keizer Frans I van Oostenrijk, Pruisen te overtuigen om een alliantie te sluiten met Oostenrijk, maar dit mislukte. Daarnaast was Anton van 1816 tot 1818 onderkoning van het koninkrijk Lombardije-Venetië. Daarna oefende hij geen politieke functies meer uit. Wel nam hij nog enkele erefuncties op; zo was Anton beschermheer van een blindeninstituut, het Gezelschap voor Vrienden van de Oostenrijkse Muziek en het Gezelschap van de Bloemenvrienden van Wenen. Bovendien was hij geïnteresseerd in botanica en liet hij een rij tuinen aanleggen.
Aartshertog Anton Victor van Oostenrijk overleed in april 1835 op 55-jarige leeftijd, ongehuwd en kinderloos. Hij werd bijgezet in de Kapuzinergruft in Wenen. Zijn hart werd uit zijn lichaam gehaald en bijgezet in de Loretokapel van de Weense Augustijnenkerk.
- Bibliothèque nationale de France: cb16297300q (data)
- Gemeinsame Normdatei: 122932528
- Virtual International Authority File: 3366955
- WorldCat: E39PBJrm9VKmdcR9twpPQdcVmd